# WISE 2056+1459
WISE 2056+1459，全称为WISEPC J205628.90+145953.3，是广域红外线巡天探测卫星（WISE）于2011年在海豚座发现的一颗Y0型棕矮星。它和WISE 0410+1502，WISE 1405+5534，WISE 1541-2250，WISE 1738+2732以及WISE 1828+2650一起被公布，这六颗恒星是人类发现的第一批的Y型棕矮星。
利用光度测量出WISE 1405+5534的距离为7.7秒差距（25.1光年），而利用光谱分光测量的距离为3.0 +3.4/-0.6秒差距（9.8 +11.1/-2.0光年）。它的表面温度大约为350（300-400）K。